# В гостях у лета
«В гостях у лета» — советский рисованный мультипликационный фильм режиссёра-мультипликатора Бориса Дёжкина, в котором режиссёр совмещает два жанра: спортивный фильм и фильм-концерт.
История о том, как спортсмены команды «Метеор» летом отправились в турпоход по берегу лесной речки.

## Сюжет
Летом по лесной тропинке в поход отправляются три спортсмена с огромными рюкзаками. Им навстречу идут три обросших бородами туриста с почти пустыми рюкзаками. Спортсмены идут по берегу речки вверх по течению и наконец находят удобное место. Они ставят палатку и разжигают костёр. Вечером капитан троицы играет на гитаре.
Утром спортсмены купаются и играют в речке в мяч. Очередной бросок приходится в местного рыболова, который, разозлившись, бьёт по мячу и попадает прямо в костёр. Мяч разлетается в клочья, а котелок взлетает на ветку дерева. Испугавшись, рыболов с братишкой убегают, а двое спортсменов подкидывают третьего, чтобы достать котелок с ветки. Затем они снова разжигают костёр и вешают над ним котелок с водой. Сконфуженный рыболов приносит им рыбу в ведёрке, и ссора забыта.
Спортсмены жарят подаренный улов на сковородке. Тем временем их капитан, слушая музыку по радио, забредает в кусты, после чего, взволнованный, выбегает оттуда и хватается за нож. Оказалось, что рядом с их палаткой растут грибы. Тогда один из подопечных отправляется за грибами (в то время как его товарищ — ловить бабочек) и неожиданно встречается с местной девочкой. Она высыпает ему грибы из своей корзинки, а он, в свою очередь, дарит ей цветок.
Чуть позже троице удаётся поймать огромную рыбу, но та выскальзывает у них из рук обратно в реку. Рыболов, видя это, ныряет и ловит её, но его останавливает спортсмен, и между ними происходит небольшая перепалка, в ходе которой они окончательно упускают рыбу. Рыболов возвращается на берег, после чего к нему подходит та самая девочка с бидоном молока и машет рукой спортсменам. Вне себя от ревности, рыболов кидается на троицу с кулаками, но получив отпор, посылает братишку за подкреплением. Вскоре появляется широкоплечий парень в тельняшке. Он узнаёт спортсменов и снова отправляет мальчонку. Тот прибегает с фотографиями, и всем становится ясно, что перед ними — хоккеисты из команды «Метеор», недавно победившие в состязании по боксу! Конфликт забыт, и дальше начинается спортивное состязание, кто что умеет лучше всего.
Далее парень в тельняшке показывает метеоровцам окрестности, однако один из троицы забредает на пасеку, и на него налетает рой пчёл. Медицинскую помощь ему оказывает всё та же девочка с цветком. Позже спортсмены устраивают детям представление в театре и показывают им своё искусство.
Загоревшие и отдохнувшие метеоровцы с похудевшими рюкзаками отправляются в обратный путь и встречают туристов с набитыми рюкзаками, только начинающих свой поход. На прощанье девочка дарит троице туесок с мёдом. На запах мёда летят пчёлы, и спортсменам приходится спасаться в речке, но они не унывают!

## Создатели
| режиссёр                 | Борис Дёжкин                                                                           |
| авторы сценария          | Сакко Рунге, Борис Дёжкин                                                              |
| художник-постановщик     | Владимир Соболев                                                                       |
| художник-мультипликаторы | Борис Дёжкин, Виолетта Колесникова, Владимир Крумин, Виктор Арсентьев, Мстислав Купрач |
| оператор                 | Борис Котов                                                                            |
| композитор               | Карэн Хачатурян                                                                        |
| звукооператор            | Борис Фильчиков                                                                        |
| редактор                 | Раиса Фричинская                                                                       |
| монтажёр                 | Любовь Георгиева                                                                       |
| директор картины         | Фёдор Иванов                                                                           |